# Фаро (Напуљ)
Фаро је насеље у Италији у округу Напуљ, региону Кампанија.
Према процени из 2011. у насељу је живело 69 становника. Насеље се налази на надморској висини од 40 м.